# Xavier Florencio Cabré
Xavier Florencio Cabré (Mont-roig del Camp, Baix Camp, 26 de desembre de 1979) és un ex-ciclista.
De família tradicionalment ciclista, el seu pare José i la seva germana Núria també fan ser ciclistes professionals. El Xavier va debutar com a ciclista professional a les files de l'equip ONCE-Eroski l'agost de l'any 2000 a la Volta a Galícia. A l'equip ONCE-Eroski hi va estar fins a finals de l'any 2003, on hi va passar els següents dos anys, 2004 i 2005, amb el Relax-Bodysol i el segon any amb el Relax-Fuenlabrada.
Després dels dos anys amb l'equip Relax va estar tres anys amb l'equip francès Bouygues Telecom, on va obtenir el millor resultat com a ciclista professional quan va obtenir la victòria a la Clàssica de Sant Sebastià del 2006, guanyant a l'esprint a un grup ple d'il·lustres com Stefano Garzelli, Andrei Kàixetxkin o Alejandro Valverde.
Després d'aquests anys a l'equip francès va firmar per dues temporades amb el Cervelo-Test Team, on el líder principal era Carlos Sastre i va ser ell mateix qui va voler al Xavier al seu equip.
Al finalitzar l'equip suís va firmar amb l'equip GEOX on solament van estar un any al ciclisme professional i l'any següent va firmar pel Katusha fins que el 25 d'octubre de 2013 va anunciar la seva retirada del ciclisme, per un problema de salut a l'arteria ilíaca, deixant tretze temporades com a professional i amb 33 anys. No obstant seguirà lligat a l'equip Katusha donat que el 2014 tindrà el càrrec d'assistent i al 2015 passarà a ser el director Deportiu.
Actualment viu a Andorra amb la seva dona Xary, qui també ha estat ciclista professional i amb qui comparteix l'afició pel ciclisme i per l'esport. A dia d'avui segueix vinculat al ciclisme com a director esportiu i és empresari al sector de l'hostaleria i serveis.

## Palmarès en ruta
- 1996
  - Campió d'Espanya júnior
- 2002
  - Vencedor d'una etapa del Tour de l'Avenir
- 2006
  - 1r a la Clàssica de Sant Sebastià

### Resultats al Tour de França
- 2007. 46è de la classificació general
- 2008. 101è de la classificació general
- 2010. No surt (Pròleg)[1]

### Resultats a la Volta a Espanya
- 2004. 90è de la classificació general
- 2005. 98è de la classificació general
- 2006. Abandona (16a etapa)
- 2007. Abandona (13a etapa)
- 2008. 36è de la classificació general
- 2009. 59è de la classificació general
- 2010. 103è de la classificació general
- 2012. 105è de la classificació general

## Palmarès en pista
- 1998
  -  Campió d'Espanya de Madison (amb Isaac Gálvez)
- 1999
  -  Campió d'Espanya de persecució per equips (amb Sergi Escobar, Carles Torrent i Isaac Gálvez)